# Saskatoon-Ouest
Pour les articles homonymes, voir Saskatoon (homonymie).
Circonscription électorale fédérale du Canada
Saskatoon-Ouest ((en) Saskatoon West) est une circonscription électorale fédérale de la Saskatchewan représentée de 1979 à 1988 et depuis en 2012. 

## Géographie
Elle entoure la moitié occidentale de la ville de Saskatoon. 
En 2021, les circonscriptions limitrophes sont Saskatoon—University, Saskatoon—Grasswood et Sentier Carlton—Eagle Creek.

1976
2013
2023

## Historique
La circonscription a été créée pour la première fois en 1976 avec des parties de Moose Jaw et Saskatoon—Biggar. Abolie en 1987, elle fut redistribuée parmi Kindersley—Lloydminster, Saskatoon—Clark's Crossing et Saskatoon—Dundurn. En 2012 elle a été reconstituée des parties de Saskatoon—Rosetown—Biggar et Saskatoon—Wanuskewin.

## Députés
1979-1988
| Législature | Années    | Député | Député        | Parti                    |
| --- | --------- | ------ | ------------- | ------------------------ |
| Saskatoon-Ouest issue de Moose Jaw et Saskatoon—Biggar                                                               |           |        |               |                          |
| 31e | 1979–1980 |        | Ray Hnatyshyn | Progresiste-conservateur |
| 32e | 1980–1984 |        | Ray Hnatyshyn | Progresiste-conservateur |
| 33e | 1984–1988 |        | Ray Hnatyshyn | Progresiste-conservateur |
| Circonscription dissoute Redistribuée parmi Kindersley—Lloydminster, Saskatoon—Clark's Crossing et Saskatoon—Dundurn |           |        |               |                          |

Depuis 2015
| Législature                                                                                          | Années                                                                                               | Député                                                                                               | Député                                                                                               | Parti                                                                                                |
| Saskatoon-Ouest Recréée de Winnipeg-Nord—St. Paul, Saskatoon—Rosetown—Biggar et Saskatoon—Wanuskewin | Saskatoon-Ouest Recréée de Winnipeg-Nord—St. Paul, Saskatoon—Rosetown—Biggar et Saskatoon—Wanuskewin | Saskatoon-Ouest Recréée de Winnipeg-Nord—St. Paul, Saskatoon—Rosetown—Biggar et Saskatoon—Wanuskewin | Saskatoon-Ouest Recréée de Winnipeg-Nord—St. Paul, Saskatoon—Rosetown—Biggar et Saskatoon—Wanuskewin | Saskatoon-Ouest Recréée de Winnipeg-Nord—St. Paul, Saskatoon—Rosetown—Biggar et Saskatoon—Wanuskewin |
| --- | --- | --- | --- | --- |
| 42e                                                                                                  | 2015–2019                                                                                            | | Sheri Benson                                                                                         | Néo-démocrate                                                                                        |
| 43e                                                                                                  | 2019–2021                                                                                            | | Brad Redekopp                                                                                        | Cosnervateur                                                                                         |
| 44e                                                                                                  | 2021–2025                                                                                            | | Brad Redekopp                                                                                        | Cosnervateur                                                                                         |
| 45e                                                                                                  | 2025–en cours                                                                                        | | Brad Redekopp                                                                                        | Cosnervateur                                                                                         |

## Résultats électoraux
Modèle:Élection générale canadienne de 2025 — Saskatoon-Ouest